# Euophrys bulbus
Euophrys bulbus là một loài nhện trong họ Salticidae.
Loài này thuộc chi Euophrys. Euophrys bulbus được Bao & Peng miêu tả năm 2002.